# Dicranella falcifolium
Dicranella falcifolium là một loài rêu trong họ Dicranaceae. Loài này được Schwägr. Hook. mô tả khoa học đầu tiên năm 1818.